# 細川俊夫 (作曲家)
細川 俊夫（ほそかわ としお、1955年10月23日 - ）は、日本の現代音楽の作曲家、指揮者。

## 経歴
広島市安芸区出身。東京藝術大学と国立音楽大学作曲科を受けるが前者に失敗し後者に入学するも、教育法に疑問を抱き一年余りで中退。しかし入野義朗の勧めで渡欧し、1976年から10年間のドイツ留学。ベルリン芸術大学で尹伊桑に師事する。その間、ベルリン・フィルハーモニー管弦楽団100周年記念作曲コンクールとヴァレンティーノ・ブッキ国際作曲コンクールで第1位を獲得している。ベルリンで学位取得後、フライブルク音楽大学でまずはブライアン・ファーニホウに師事し、その後クラウス・フーバーに師事した。「今日の音楽国際作曲賞」で第3位、以後武満徹との親交が生まれた。
ダルムシュタット国際現代音楽夏期講習会(1980年に初参加)などに講師として招かれ、世界の若手作曲家たち後進の指導にも当たっている。以後ドイツと日本を拠点に、ヨーロッパの各地で活動を続けている。
河添達也とともに1989年から1998年まで秋吉台国際20世紀音楽セミナー&フェスティバルを開催し、いわゆるエクスペリメンタリズムの音楽と呼ばれるヨーロッパの最も前衛的な現代音楽の動向を日本に紹介した。武生国際作曲ワークショップにその役割が引き継がれている。1994年より武生国際音楽祭に参加、2001年から同音楽監督。
2021年では東京音楽大学客員教授、エリザベト音楽大学客員教授、国立音楽大学招聘教授。

## Composer in residence
- 東京交響楽団 (1998年 - 2007年)
- ベルリン・ドイツ交響楽団 (2006年 - 2007年)
- 西ドイツ放送局合唱団 (2006年 - 2008年)
- ネーデルラント・フィルハーモニー管弦楽団 (2013年 - 2014年)
- モーツァルト・フェスティバル (2015年)
- 広島交響楽団(2020年 - 2021年)[4]

## 受賞歴
- 第7回中島健蔵音楽賞 1988年[5]
- 第32回尾高賞(遠景I ,1989年[6]
- ラインガウ音楽賞 (1998年)
- デュイスブルク音楽賞 (1998年)
- ARD-BMWムジカ・ヴィヴァ賞 (2001年)
- 第39回サントリー音楽賞(2008年)[7]
- 第5回ロシュ・コミッション(2008年)[8]
- 平成19年度芸術選奨文部科学大臣賞音楽部門 (2008年)[9]
- 紫綬褒章(2012年)[10]
- 英国作曲家賞 (夢を織る、2013年)[11]
- 第62回尾高賞 (トランペット協奏曲「霧の中で」,2014年)[12]
- 2018年度国際交流基金賞(2018年)[13]
- 第31回ミュージック・ペンクラブ音楽賞現代音楽部門(オペラ「松風」、2018年)[14]
- 第68回尾高賞(渦」、2020年)[15]
- ゲーテ・メダル(2021年)[16]

## 主要作品
詳しくは、細川俊夫の作品一覧を参照

### オペラ
- リアの物語（1998年、ミュンヘン・ビエンナーレの委嘱）
- 班女（2004年、フランス、エクサン・プロヴァンス音楽祭で世界初演）
- 松風（2011年、モネ劇場他で初演）
- 海、静かな海（2016年、委嘱したハンブルク州立歌劇場で初演 原作･演出 平田オリザ[17]）
- 二人静（2017年）
- 地震・夢（2017-2018年、シュトゥットガルト歌劇場の委嘱）

### 管弦楽曲
- 遠景 I :オーケストラのための（京都市委嘱作品/小林研一郎指揮、京都市交響楽団初演）
- 遠景 II：オーケストラのための（群馬交響楽団創立50周年を記念した委嘱作品/高関健指揮、群馬交響楽団初演
- 遠景 III：福山の海風景：オーケストラのための（福山市制80周年記念委嘱作品/十束尚宏指揮、広島交響楽団初演[18]）
- ランドスケープ III, VI
- 時の深みへ
- バビロンの流れのほとりにて
- ヒロシマ・声なき声[19][注釈 1]
- 循環する海（2005年）

- 冥想 ー3月11日の津波の犠牲者に捧げる（2012年）
- ソプラノとオーケストラのための「嘆き」（2013年）
- 渦（2019年・第68回尾高賞受賞作品）

### 協奏曲
- フルート協奏曲「ペル・ソナーレ」
- 打楽器協奏曲「旅人」（2000年）
- 月夜の蓮 —モーツァルトへのオマージュ（ピアノ協奏曲、2006年）
- ホルン協奏曲「開花の時」（2011年）
- 秋風（尺八とオーケストラのための協奏曲、2011年）
- アイオロス -回帰 III - （ハープと室内オーケストラのための協奏曲、2014年）
- ヴァイオリン協奏曲「ゲネシス」（2020年）

### 室内楽・独奏曲
- 線 I - VII
- うつろひ
- 断章 I - III
- ランドスケープ I, II, IV, V
- ヴァーティカル・タイム・スタディI - III
- 夜の響き
- 鳥たちへの断章II - IV
- 沈黙の花
- 雲景
- ヴィオラのための 哀歌 −東日本大震災の犠牲者に捧げる−（2011年）

### 声楽曲
- 観想の種子（声明、雅楽）
- 恋歌 I - III
- 女声合唱(16声部)のための「夜の呼び声」（1983年）
- 混声合唱のための「Ave Maria」（1991年）
- 混声合唱のための「Ave Maris Stella」（1991年）
- 鳥たちへの断章 I
- テネブレ
- 児童合唱のための 「歌う木〜武満徹へのレクイエム」（1997年）
- 児童合唱のための 「森の奥へ」（2002年）
- 混声合唱と打楽器のための《蓮の花 −ロベルト・シューマンへのオマージュ−》（2006年）

### 映画音楽
- 死の棘（1990年）
- 眠る男（1996年、第51回毎日映画コンクール音楽賞）

### 著書
- 魂のランドスケープ（岩波書店） 第46回日本エッセイスト・クラブ賞受賞